# Belgic (schip, 1873)
De SS Belgic was een stoomschip van de White Star Line. Ze werd te water gelaten op 14 januari 1873 in de Harland and Wolff Shipyards, in Belfast, en werd aan haar eigenaars opgeleverd op 29 maart 1873.
Het schip werd al vrij snel vercharterd aan de Occidental and Oriental Steamship Company in 1875.
In 1883 werd het weer verkocht, nu aan Compañia de Navigacion La Flecha de Bilbao voor £ 30.000 en ging verder onder de Spaanse vlag en een nieuwe naam: Goefredo. Op 27 januari 1884 liep ze aan de grond bij het verlaten van Santiago de Cuba. Ze moest terug naar Liverpool voor reparaties. Bij het verlaten van de haven, op 26 februari 1884, liep ze op de Burbo bank in de monding van de Mersey. Dit resulteerde in de definitieve verlies van het schip.